# Jean-Pierre Marchand (géographe)
Pour les articles homonymes, voir Marchand et Jean-Pierre Marchand (homonymie).
Jean-Pierre Marchand, né le 2 juillet 1942 à Laval (Mayenne) et mort le 18 décembre 2024 à Rennes (Ille-et-Vilaine),, est un géographe français spécialiste de la géographie physique.

## Biographie
Jean-Pierre Marchand est agrégé de géographie et docteur d'État avec une thèse sur les contraintes climatiques et l'organisation de l'espace. Professeur à l'université de Haute-Bretagne-Rennes II, Jean-Pierre Marchand a dirigé le COSTEL (Climat, organisation du sol par télédétection), laboratoire associé au CNRS. Ses recherches portent principalement sur les relations entre les contraintes physiques et les sociétés et sur l'organisation des paysages en Europe du Nord-Ouest.
Sa conception de la géographie est très proche de celle de Georges Bertrand. Son originalité est de considérer la géographie physique comme une branche à part entière des sciences sociales. Ses recherches sur la famine irlandaise, en particulier, sont très instructives en ce sens. Selon l'auteur, l'oscillation climatique n'est pas la cause directe de la famine mais le déclencheur, qui a déstabilisé un système social déjà fragilisé par la domination anglaise, le landlordisme, les conditions foncières et en particulier les évictions violentes de tenanciers en cas de mauvaises récoltes.

## Publications
- La frontière, un système territorial complexe in Les confins de l’italianité, éditions P. Guérin. PUR Rennes, 2004.
- Les outils de la géographie in Les fondamentaux de la géographie sous la direction d'A. Ciattoni et Y. Veyret. éditions Armand Colin. 2003
- Du Palus à SPOT : la délimitation des zones humides : le droit des zones humides, éditions Le Louarn, Economica, 1999.
- Le Royaume-Uni : du grand large à l'Europe. La France en Europe et dans le Monde in Géographie, classe de 1re, sous la direction de M. Hagnerelle, éditions Magnard, Paris. p. 302-317, 1998.
- Le climat, l'eau et les hommesPUR, Rennes, coécrit avec Vincent Dubreuil, 1997.
- Europe du Nord, Europe médiane, coécrit avec Pierre Riquet, éditions Belin, 1996  (ISBN 2-7011-1672-4)
- Configurations spatiales et paysages sur l'arc des finistères européens éditions Norois, Poitiers, 1993.
- Le modèle centre-périphérie et l'Irlande, édition Hommes et terres du Nord, Lille, 1993.
- Géographie et environnement. Rapport au Ministre, 1991.